# Экономика Государства Палестина
Экономика Государства Палестина — 138-я экономика мира по объёму ВВП по ППС на 2021 год.

## История
ВВП на душу населения на палестинских территориях рос на 7 % в год с 1968 по 1980 год, но замедлился в течение 1980-х годов. В период с 1970 по 1991 год ожидаемая продолжительность жизни выросла с 56 до 66 лет, младенческая смертность на 1000 рождённых упала с 95 до 42, количество домохозяйств с электричеством вырос с 30 % до 85 %, количество домохозяйств с чистой водой выросло с 15 % до 90 %, количество домохозяйств с холодильником выросло с 11 % до 85 %, а количество домохозяйств, имеющих стиральную машину, выросло с 23 % в 1980 году до 61 % в 1991 году.
Экономические условия на Западном берегу и в секторе Газа, где экономическая деятельность регулируется Парижским экономическим протоколом от апреля 1994 года между Израилем и палестинскими властями, в начале 1990-х годов ухудшились. Реальный ВВП на душу населения для Западного берега и сектора Газа (WBGS) снизился на 36,1 % в период с 1992 по 1996 год из-за совокупного эффекта падения совокупных доходов и устойчивого роста населения. Спад экономической активности был вызван израильской политикой закрытия территорий в ответ на террористические атаки в Израиле, которые нарушили ранее установленные отношения на рынке труда и на товарных рынках. Самым серьёзным эффектом стало появление хронической безработицы. Средний уровень безработицы в 1980-е годы обычно составлял менее 5 %; а к середине 1990-х годов он вырос до более чем 20 %. После 1997 года использование Израилем всеобъемлющих закрытий сократилось, и были введены новые стратегии. В октябре 1999 года Израиль разрешил открытие безопасного прохода между Западным берегом и сектором Газа в соответствии с Временным соглашением 1995 года. Эти изменения в ведении экономической деятельности способствовали умеренному восстановлению экономики в 1998—1999 годах.
В результате израильской блокады 85 % заводов были закрыты или работали с загрузкой менее 20 %. По оценкам, израильские предприятия теряли 2 миллиона долларов в день из-за закрытия, в то время как сектор Газа терял примерно 1 миллион долларов в день. Всемирный банк оценил номинальный ВВП территорий в 4 007 000 000 (4 млрд) долларов США, а Израиля в 161 822 000 000 (161,8 млрд) долларов США. На душу населения эти цифры составляют соответственно 1036 и 22 563 долларов США в год.
В течение 30 лет Израиль разрешал сотням палестинцев ежедневно въезжать в страну для работы в строительстве, сельском хозяйстве и других рабочих местах. В этот период экономика Палестины была значительно больше, чем у большинства арабских государств. До середины 1990-х годов в Израиль ежедневно въезжало до 150 000 человек — примерно пятая часть палестинской рабочей силы. После того, как палестинцы спровоцировали волну террористов-смертников, идея отделения от палестинцев укоренилась в Израиле. В Израиле оказался недостаток рабочей силе и он постепенно заменил большинство палестинцев мигрантами из Таиланда, Румынии и других стран.
В 2005 году министерство финансов ПНА сослалось на заграждение на Западном берегу Израиля, строительство которого началось во второй половине 2002 года, как на одну из причин снижения экономической активности палестинцев. Рост реального ВВП на Западном берегу существенно снизился в 2000, 2001 и 2002 годах и несколько увеличился в 2003 и 2004 годах. Всемирный банк объяснил скромный экономический рост с 2003 года «снижением уровня насилия, меньшим количеством комендантского часа и большей предсказуемостью (хотя по-прежнему интенсивно) закрытия территорий, а также адаптацией палестинского бизнеса к условиям ограниченной экономики Западного берега». По «сценарию разъединения» Банк предсказал реальные темпы роста −0,2 % в 2006 г. и −0,6 % в 2007 г.
После одностороннего ухода Израиля из Газы возникла нехватка хлеба и предметов первой необходимости из-за закрытия пограничного перехода Аль-Ментар/Карни с Израилем. Предложение Израиля открыть другие пропускные пункты было отклонено палестинскими властями, управляемыми ХАМАС.
После парламентских выборов в январе 2006 года, на которых ХАМАС одержал решительную победу, «квартет» (за исключением России) урезал все средства палестинской администрации во главе с премьер-министром Исмаилом Хания (ХАМАС). У ПА был ежемесячный дефицит наличности в размере 60-70 миллионов долларов после того, как она получала 50-55 миллионов долларов в месяц от Израиля в виде налогов и таможенных пошлин, взимаемых израильскими чиновниками на границе. После выборов палестинский фондовый рынок упал примерно на 20 %, и ПА исчерпала свои кредитные возможности в местных банках. Израиль прекратил перечислять ПА 55 миллионов долларов налоговых поступлений. Эти средства составляли треть бюджета ПА и выплачивали заработную плату 160 000 палестинских гражданских служащих (в том числе 60 000 сотрудников службы безопасности и полиции). Соединенные Штаты и Европейский Союз прекратили прямую помощь ПА, в то время как США наложили финансовую блокаду на банки ПА, препятствуя переводу некоторых средств Лиги арабских государств (например, Саудовской Аравии и Катара). В мае 2006 года сотни палестинцев провели демонстрацию в Газе и на Западном берегу, требуя выплаты заработной платы. Напряжение между ХАМАС и ФАТХ возросло в результате этого «экономического давления» на ПА.
В 2009 году израильские военные сняли контрольно-пропускной пункт на въезде в Дженин в рамках ряда мер безопасности. В сентябре 2012 года активисты ЕС заявили, что палестинская экономика «потеряла доступ к 40 % территории Западного берега, 82 % подземных вод и более чем двух третьих пастбищ» из-за оккупации и строительства поселений.
Первый запланированный палестинский город Раваби строится к северу от Рамаллы на средства Катара. В 2013 году коммерческая торговля между Израилем и палестинскими территориями оценивалась в 20 миллиардов долларов США в год.

## Общая характеристика
Географически Палестина состоит из нескольких частей, обособленных друг от друга (Сектор Газа и Западный Берег). В целях учёта статистики в Центральное статистическое бюро Палестины включает и Восточный Иерусалим (находящийся под управлением Израиля).
Занятое население в 2012 составляло 1,137 миллиона человек. 100 тысяч палестинцев работают в Израиле. Причем 25 % населения Палестины находилось за чертой бедности. Безработица оценивается в 26,9 % (2016)
ВВП на душу населения составляет $1924 (Западный берег), $876 (Сектор Газа).
ВВП, $12,7 млрд. (2014). Денежная единица — израильский шекель. Наряду с ним используется иорданский фунт, доллар США и египетский фунт.
Основные отрасли промышленности: производство цемента, разработка карьеров, текстиль, мыло, резьба по оливковому дереву, сувениры из перламутра, пищевая промышленность.
Имеются проблемы со снабжением водой и канализацией.
Высока доля иностранной помощи жителям Палестины.

## Сельское хозяйство и промышленность
Сельскохозяйственные угодий в 2010 году — 103 000 гектаров. Выращивают оливки, табак, цитрусовые, овощи, орехи.
Имеются 650 артелей, занимающихся производством изделий из камня.

## Транспорт и связь
Транспортная система Палестины связана с Транспортной системой Израиля. В секторе Газа — морской порт.
Палестина занимает 96 место по обеспеченности населения Интернетом с показателей 43,40 %.

## Внешняя торговля
В 2017 году экспорт Палестины оценивался в $94,8 млн, импорт в $935 млн.
В экспорте преобладает продукция растениеводства (фрукты, цитрусовые, оливки, орехи, овощи, картофель и др.) — до 30 %, так же экспортируют строительный камень (9 %), известняк, медикаменты, металлолом, цветы, текстиль и др. Главные покупатели: Иордания — 52 %, Беларусь — 6,9 %, Кувейт — 5,6 %, США — 5,3 %
Импортируются промышленные и продовольственные товары, продукты питания, товары народного потребления, химикаты, машины, строительные материалы. Главные поставщики: Иордания — 16 %, Египет — 14 %, Южная Корея — 11 %, Германия — 10 %, Турция — 9,3 %.
Государственный долг — $4,2 млрд. (июнь 2013 г.)
Баланс бюджета составляет $ 1,3 млрд. (13 % ВВП; оценка 2012 г.)
Доходы: $2,2 млрд. (2012 г.)
Расходы: $3,54 млрд. (2012 г.)
Валютные резервы: $464 млн. (март 2016 г.) (163-е место)